# Cubavisión
Cubavisión est une chaîne de télévision généraliste publique cubaine placée sous la tutelle de l’Institut cubain de radio-télévision (organisme d'état dépendant du ministère des Communications).
Une version satellitaire de la chaîne baptisée Cubavisión Internacional diffuse un programme spécifique en Amérique du Nord et en Europe.

## Histoire
Les premières émissions expérimentales de la télévision cubaine débutent le 10 décembre 1950 sur le canal 6 du réseau hertzien de La Havane sous le nom de CMQ-TV. Lancée à l'initiative du président Fulgencio Batista, cette société semi-publique commence à émettre de manière régulière quelques mois plus tard, le 11 mars 1951.
En 1959, le nouveau gouvernement révolutionnaire décide de nationaliser l'ensemble des moyens de communications. La télévision n'échappe pas à la règle et devient l'un des principaux porte-parole du pouvoir, à l'instar du quotidien Revolución (ancêtre de Granma) et de Radio Rebelde. Suivant l'exemple des médias du bloc de l'est (alors même que le pays n'est pas encore officiellement communiste), le gouvernement décide la suppression des espaces publicitaires le 27 mars 1961, lesquels sont remplacés par des annonces gouvernementales.
L'année 1967 voit la création des premiers télécentres (centres régionaux de la télévision cubaine) tandis que sont introduites les premières bandes magnétiques. Quelques années plus tard, en 1975, Cubavisión expérimente ses premières transmissions en couleur, introduites graduellement.
En 1986, le gouvernement décide de lancer une version satellitaire de la télévision cubaine à destination de l'Amérique du Nord, Cubavisión Internacional. Cette dernière est aujourd'hui diffusée à la fois en Amérique du Nord et en Europe et reprend la majeure partie des émissions de flux produites par la chaîne mère.

## Programmes
Cubavisión diffuse des programmes à caractère généraliste (bulletins d'informations, séries télévisées, programmes éducatifs, dessins animés mais aussi communiqués spéciaux du gouvernement ou du parti communiste cubain).
Sa programmation est structurée autour de blocs thématiques en fonction des moments de la journée. Durant la matinée, une grande partie du temps d'antenne est consacrée à la diffusion d'émissions à vocation éducative, parmi lesquelles des cours télévisés (teleclases) servant de support pédagogique aux enseignants de l'île (en particulier en zone rurale). Le niveau des cours proposés va du niveau élémentaire (principalement dirigés vers les élèves des écoles primaires) au niveau universitaire. Ce système contribue à faire de Cuba l'un des pays possédant l'un des plus faibles taux d'analphabétisme dans le monde.
L'antenne est ensuite consacrée aux divertissements (séries, telenovelas, émissions culturelles et dessins animés) et à des émissions thématiques (présentation d'initiatives gouvernementales par exemple).
Les premières parties de soirées sont consacrées à l'information et à l'éducation politique à travers le journal télévisé (Noticiero) ou le programme politique Mesa Redonda (décryptage de l'information). La chaîne diffuse également des séries (séries locales et séries américaines), du sport (baseball) et des variétés.

## Diffusion
Cubavisión émet par voie hertzienne sur l'ensemble de l'île de Cuba.